# Ngonidzashe Makusha
Ngonidzashe Makusha, detto Ngoni (Mandedza, 11 marzo 1987), è un velocista e lunghista zimbabwese, medaglia di bronzo ai campionati mondiali di Taegu 2011 nel salto in lungo.

## Progressione

### Salto in lungo
| Stagione | Misura | Luogo       | Data      | Rank. Mond. |
| -------- | ------ | ----------- | --------- | ----------- |
| 2012     | 7,86 m | Tallahassee | 23-3-2012 | 123º        |
| 2011     | 8,40 m | Des Moines  | 9-6-2011  | 3º          |
| 2010     | 7,54 m | ?           | 1-1-2010  | -           |
| 2009     | 7,73 m | Tallahassee | 9-5-2009  | -           |
| 2008     | 8,30 m | Des Moines  | 12-6-2008 | 8º          |
| 2007     | 7,69 m | Algeri      | 20-7-2007 | -           |
| 2006     | 7,87 m | Windhoek    | 3-7-2006  | 112º        |

### Salto in lungo indoor
| Stagione | Misura | Luogo        | Data      | Rank. Mond. |
| -------- | ------ | ------------ | --------- | ----------- |
| 2011     | 8,15 m | Blacksburg   | 25-2-2011 | 4º          |
| 2010     | 7,71 m | Blacksburg   | 23-1-2010 | -           |
| 2009     | 8,21 m | Blacksburg   | 27-2-2009 | 3º          |
| 2008     | 7,97 m | Fayetteville | 14-3-2008 | 20º         |

## Palmarès
| Anno | Manifestazione      | Sede         | Evento         | Risultato  | Prestazione | Note  |
| ---- | ------------------- | ------------ | -------------- | ---------- | ----------- | ----- |
| 2006 | Mondiali U20        | Pechino      | 100 m piani    | Batteria   | 10"84       |       |
| 2006 | Mondiali U20        | Pechino      | Salto in lungo | 12º        | 7,33 m      |       |
| 2007 | Giochi panafricani  | Algeri       | Salto in lungo | dns        | dns         |       |
| 2007 | Giochi panafricani  | Algeri       | 4×100 m        | Bronzo     | 3'04"84     |       |
| 2008 | Giochi olimpici     | Pechino      | Salto in lungo | 4º         | 8,19 m      |       |
| 2011 | Mondiali            | Taegu        | 100 m piani    | Semifinale | 10"27       |       |
| 2011 | Mondiali            | Taegu        | Salto in lungo | Bronzo     | 8,29 m      |       |
| 2014 | Mondiali indoor     | Sopot        | Salto in lungo | 13º (q)    | 7,85 m      |       |
| 2016 | Campionati africani | Durban       | 100 m piani    | Batteria   | 10"80       |       |
| 2016 | Campionati africani | Durban       | 200 m piani    | Semifinale | 21"98       |       |
| 2016 | Campionati africani | Durban       | 4×100 m        | 8º         | 41"02       |       |
| 2018 | Campionati africani | Asaba        | 100 m piani    | 6º         | 10"45       |       |
| 2018 | Campionati africani | Asaba        | 200 m piani    | Semifinale | 20"94       |       |
| 2018 | Campionati africani | Asaba        | 4×100 m        | 4º         | 39"37       |       |
| 2019 | World Relays        | Yokohama     | 4×100 m        | Batteria   | dq          |       |
| 2019 | Giochi panafricani  | Rabat        | 100 m piani    | Semifinale | 10"54       |       |
| 2019 | Giochi panafricani  | Rabat        | 200 m piani    | Semifinale | 21"08       |       |
| 2021 | World Relays        | Chorzów      | 4×100 m        | Batteria   | 40"54       |       |
| 2021 | Giochi olimpici     | Tokyo        | 100 m piani    | Batteria   | 10"43       |       |
| 2022 | Campionati africani | Saint-Pierre | 100 m piani    | Semifinale | 10"29       |       |
| 2022 | Campionati africani | Saint-Pierre | 4×100 m        | Bronzo     | 39"81       | [ 1 ] |
| 2022 | Campionati africani | Saint-Pierre | 200 m piani    | Semifinale | 21"32       | w     |